# Hartville (Ohio)

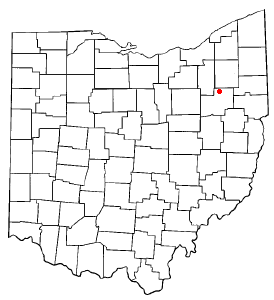
Hartville na planie stanu Ohio

Hartville – wieś w USA, w stanie Ohio, w hrabstwie Stark.
Liczba mieszkańców w 2010 roku wynosiła 2 944, a w roku 2012 wynosiła 2 943.